# DAFT: A Story About Dogs, Androids, Firemen and Tomatoes
DAFT: A Story About Dogs, Androids, Firemen and Tomatoes est un DVD réalisé par Daft Punk en 1999, clips des morceaux de leur album Homework.
Le titre fait référence aux apparitions de chiens (Dogs) (dans Da Funk et Fresh), d'androïde (Androids) (dans Around the world), de pompiers (Firemen) (dans Burnin') et de tomates (tomatoes) (dans Revolution 909).

## Liste des clips
- Da Funk

commentaire audio avec Spike Jonze
The Making de Da Funk (Featuring Armand Van Helden Remix)
The Making de the Dog's Head (Featuring On Da Rocks by Thomas Bangalter)
- Around the World

commentaire audio avec Michel Gondry
The Making de Around the World (Featuring Masters At Work Remix)
- Burnin'

commentaire audio avec Seb Janiak
The Making de Burnin' (Featuring Ian Pooley Cut Up Mix)
- Revolution 909

commentaire audio avec Roman Coppola
The Making de Revolution 909 (Featuring Roger Sanchez Remix)
- Fresh

commentaire audio avec Daft Punk
The Rehearsal de Fresh
The Making de Fresh
- Rollin' and Scratchin' (Live à L.A.)